# Rorbu

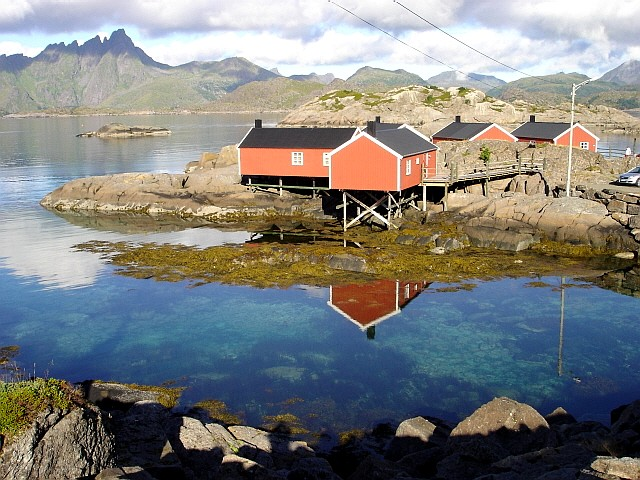
Ensemble de rorbuer construits sur les rochers du littoral, aux îles Lofoten.

Un rorbu est une cabane de pêche sur pilotis de Norvège. Son usage est saisonnier.

## Étymologie
En norvégien, ror signifie « rame » ou « ramer », et bu, « petite maison ».
Le pluriel norvégien de rorbu est rorbuer.

## Description
Un rorbu est une cabane construite en bois, bâtie sur la côte norvégienne sur pilotis, directement sur les rochers. Généralement, un rorbu est peint de couleur rouge, avec des liserés blancs sur les côtés et autour des portes et fenêtres. On les trouve principalement dans le nord du pays, tout particulièrement dans les îles Lofoten.
Certains villages de pêcheurs possèdent également des bâtiments construits suivant le même principe, mais plus grands, permettant d'héberger un équipage de pêcheurs et d'ouvriers, appelés sjøhus (« maisons de pêcheurs »).

## Historique

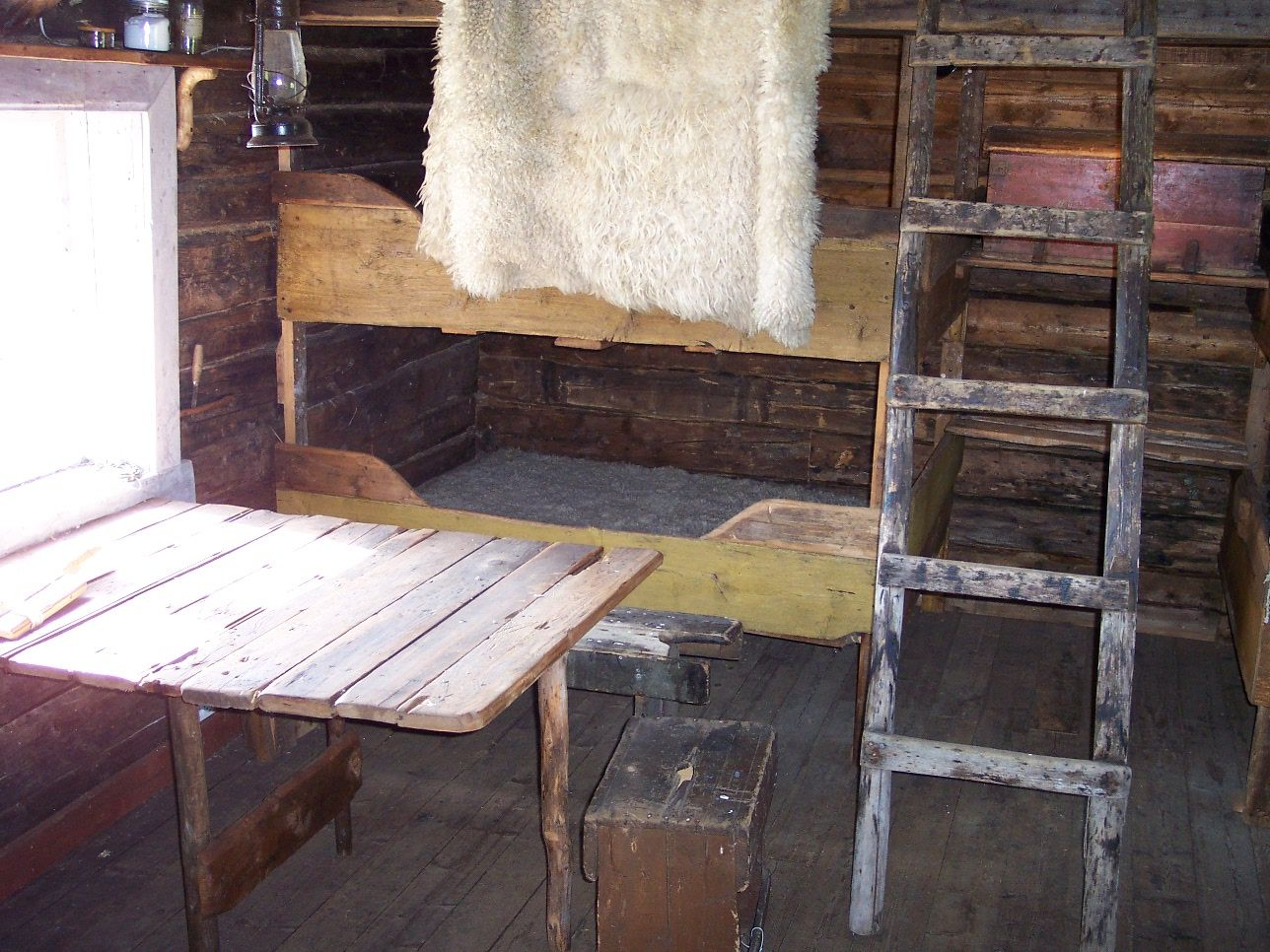
Intérieur d'un rorbu.

Les rorbu ont été construits dans des régions de Norvège où la pêche (principalement la pêche à la morue) était une activité importante mais saisonnière, ayant lieu pendant les mois d'hiver et nécessitant la construction d'hébergements temporaires appropriés. Ces cabanes permettaient un accès direct à la mer et un déchargement aisé des poissons. Souvent, plusieurs pêcheurs se partageaient le bâtiment. Dans certaines régions, les rorbu appartenaient à des hommes d'affaires aisés qui les louaient aux pêcheurs.
Actuellement, les rorbu sont principalement loués aux touristes. Traditionnellement spartiates, ces cabanes ont été restaurées et leur intérieur modernisé.